# Maigret en de moord op de Quai des Orfèvres
Cécile est morte (in Nederlandse vertaling verschenen als "Maigret en de moord op de Quai des Orfèvres") is een politieroman van Georges Simenon die als deel van de Maigret-reeks in 1942 als boek werd gepubliceerd door uitgeverij Gallimard. Simenon was klaar met het schrijven van deze roman in december 1940. Het werk verscheen eerst in een voorpublicatie in de krant Paris-Soir in een serie die liep van 18 februari tot 5 april 1941 (45 afleveringen). Het manuscript werd in 1943 geveild ten bate van krijgsgevangenen, op initiatief van de auteur.

## Bijzonderheden
Cécile est morte is Simenons snelst verfimde roman (de verfilming startte na minder dan een jaar): in 1944 bracht Maurice Tourneur in Frankrijk een langspeelfilm uit met de acteur Albert Préjean in de rol van commissaris Maigret. Het boek was ook de eerste Maigret die voor de televisie werd uitgebracht (geregisseerd door Claude Barma, 1967).

## Personages
- Cécile Pardon, het slachtoffer. Celibatair, werkloos, 28 jaar.
- Juliette Boynet, tweede slachtoffer. Céciles tante, 52 jaar.
- Gérard Pardon, de broer van Cécile, zonder beroep.
- Charles Dandurand, raadsman van Juliette, 50 jaar.

## Plot
De voorbije zes maanden ontvangt Maigret in zijn kantoor aan de Quai des Orfèvres herhaaldelijk bezoek van Cécile. Zij vertelt hem dat ‘s nachts voorwerpen van plaats worden verwisseld in het appartement van haar tante, Juliette Bonyet. Maigret laat het huis een tijdje surveilleren, maar er gebeurt niets verdachts. Cécile blijft echter aandringen. Op 7 oktober zit zij opnieuw Maigret geduldig op te wachten, maar die heeft geen tijd en geen zin en laat haar die dag ‘in het aquarium’ zitten zonder haar te ontvangen. Als hij zich eindelijk met haar wil bezighouden, is ze echter verdwenen. Voor de commissaris heeft ze een bericht achtergelaten dat er zich een “vreselijk drama heeft afgespeeld”. Maigret begeeft zich ongerust naar het appartement in Bourg-la-Reine en ontdekt dat haar tante Juliette Boynet gewurgd op het bed ligt. Van Cécile is geen spoor. Zij zal diezelfde dag dood worden teruggevonden in een opbergruimte nabij Maigrets bureau. Maigret, verteerd door wroeging, begint zijn onderzoek door alle bewoners en familieleden te ondervragen.